# Dolichoderus britannicus
Dolichoderus britannicus är en myrart som beskrevs av Cockerell 1915. Dolichoderus britannicus ingår i släktet Dolichoderus och familjen myror. Inga underarter finns listade i Catalogue of Life.